# 邵思祥
邵思祥（1418年—？），字夢麟，浙江衢州府常山縣人，民籍，明朝政治人物。進士出身。

## 生平
浙江鄉試第二十八名。景泰二年（1451年）辛未科會試第一百九十九名，殿試登進士第三甲第四十九名。官至思南府知府。

## 家族
曾祖父邵正友。祖父邵保。父亲邵信賢。